# Kepler-9b
Kepler-9b ist einer der ersten Exoplaneten, der vom Kepler-Weltraumteleskop entdeckt wurde. Er dreht sich um den sonnenähnlichen Stern Kepler-9 im Sternbild Leier. Kepler-9b ist der größte der drei Planeten des Kepler-Systems, die mit der Transitmethode entdeckt wurden. Seine Masse ist etwas kleiner als die des Planeten Saturn und es ist der größte Planet in seinem System. Die Entdeckung des Planeten wurde am 26. August 2010 bekannt gegeben.

## Entdeckung
Der Stern wurde benannt nach der Kepler-Mission, einem NASA-Projekt, das entwickelt wurde, um nach erdähnlichen Planeten zu suchen. Die Kepler-9-Planeten befanden sich unter 700 Planetenkandidaten, über die während Keplers ersten 43 Tagen Daten gesammelt wurden.
Das System war eines von fünf Systemen, bei denen es Hinweise auf mehr als einen Exoplaneten gab, die mittels der Transitmethode gefunden werden könnten.
Erste Schätzungen für die Masse von Kepler-9b deuteten darauf hin, dass Kepler-9b der größere der beiden Gasplaneten im Kepler-9-System ist. Obwohl sich die Massen der beiden Gasplaneten unterscheiden, ist ihre Zusammensetzung sehr ähnlich.

## Eigenschaften
Kepler-9b ist ein Gasplanet von ungefähr 0,252 Jupitermassen. Der Radius beträgt etwa 84,2 % des Jupiterradius. Der Planet umkreist seine Sonne Kepler-9 alle 19,243 Tage und befindet sich etwa 0,14 Astronomische Einheiten vom Stern entfernt.